# Alexandr Vasiljevič Suvorov
Alexandr Vasiljevič Suvorov (13. listopadujul./ 24. listopadu 1730greg., Moskva – 6. květnajul./ 18. května 1800greg., Petrohrad) byl ruský šlechtic od roku 1789 hrabě, od roku 1799 kníže a slavný vojevůdce z rodu Suvorovů žijící v 18. století. Proslavil se jako jeden z nejlepších stratégů v dějinách vojenství a to tím, že z asi 60 klíčových bitev neprohrál žádnou a sám často čelil početní převaze protivníka. Též je známý svým přechodem Alp v roce 1799. V průběhu válek proti revoluční Francii byl velitelem spojených armád koaličních mocností a dokud ji vedl, tak koalice vítězila (válka druhé koalice). V českém jazyce se ustálil jeho citát: Těžko na cvičišti, lehko na bojišti.

## Mládí
Narodil se 24. listopadu 1730 do šlechtické rodiny Vasilije Ivanoviče Suvorova, který začal svou vojenskou službu za cara Petra I. a byl na svou dobu vzdělaný člověk. Odmalička ho zajímaly historie a vojenská věda. Již jako chlapec neustále četl knihy a byl považován za podivína. Jeho vzorem byli Alexandr Makedonský, Julius Caesar, princ Condé, maršál Francie de Turenne, princ Evžen Savojský a maršál Maurice de Saxe.
23. října (podle juliánského kalendáře) resp. 5. listopadu 1742 (podle gregoriánského kalendáře) byl Suvorov zapsán jako mušketýr do Semjonovského pluku osobní carovy stráže. Vzdělával se dále v aritmetice, geometrii a v cizích jazycích. 25. dubna 1747 byl jmenován kaprálem a v prosinci toho roku odjel do Petrohradu. Jako voják plnil své úkoly svědomitě a mnohdy přebíral úkoly jiných. Účastnil se každého výcviku. Díky jeho svědomitosti byl postup do vyšších hodností rychlý. 25. dubna 1754 byl povýšen na důstojníka a 10. května téhož roku byl předělen k Ingermanlandskému pluku. 28. října 1754 byl jmenován majorem.

## Sedmiletá válka
16. srpna 1756 vyhlásilo Rusko Prusku válku. Suvorov byl poslán do Buturlinových pěších pluků. Roku 1758 velel formování záložních praporů a stal se velitelem Memelu. Za plnění úkolů byl jmenován podplukovníkem. 12. srpna 1759 se zúčastnil bitvy u Kunersdorfu, po níž se stal velitelem lehkých vojsk generálmajor Gustav Gustavovič Berg. Suvorov se účastnil operací Bergova pohyblivého sboru. Rusko-rakouská vojska zatlačila Fridricha II. do opevněného tábora Bunzelwitz, který začala obléhat. Zde se Suvorov proslavil a získal si Bergovu pozornost. 20. srpna 1759 Rusové obléhání tábora ukončili. Poté Suvorov velel Bergovu předvoji, a i tentokrát ukázal velké schopnosti, když se několikrát střetl s pruským generálem Platenem, jako například u Landsbergu. Poté se proslavil při obléhání pevnosti Kolberg, která padla 16. listopadu. Den poté, 17. listopadu 1759, se stal Suvorov velitelem tverského dragounského pluku. Poté se vyznamenal v potyčce u vesnice Keltz, k níž došlo 20. listopadu. Situaci změnila smrt carevny Alžběty I. Petrovny 24. prosince 1761, neboť nový car Petr III. 24. dubna 1762 uzavřel s Pruskem bez vojenské nutnosti mír.
Později v červnu 1762 byl Petr III. svržen (a posléze zavražděn) a na trůn nastoupila carevna Kateřina II. Suvorov se stal velitelem Suzdalského pluku. V této době vytvořil takzvané suzdalské plukovní zřízení. Jeho pluk se díky tomu, že měl vlastní způsob výcviku, stal jedním z nejlepších (ne-li nejlepším) v ruské armádě. Jeho výcvik byl úplným opakem výcviku pruského. Suvorov se spoléhal hlavně na bodáky; jedním z jeho hesel bylo: Kulka je husa, bodák chlapík. Brzy se měl suzdalský pluk osvědčit v boji.
Na základě svých osobních zkušeností získaných během sedmileté války byl Suvorov přesvědčen o převaze ruské armády a ruského vojenského umění. Byl proti zavádění cizích, zejména pruských tradic do ruské armády. Svůj protipruský názor obhajoval tvrzením, že Rusové Prusy vždycky poráželi, tak proč od nich něco přijímat?

## Válka v Polsku

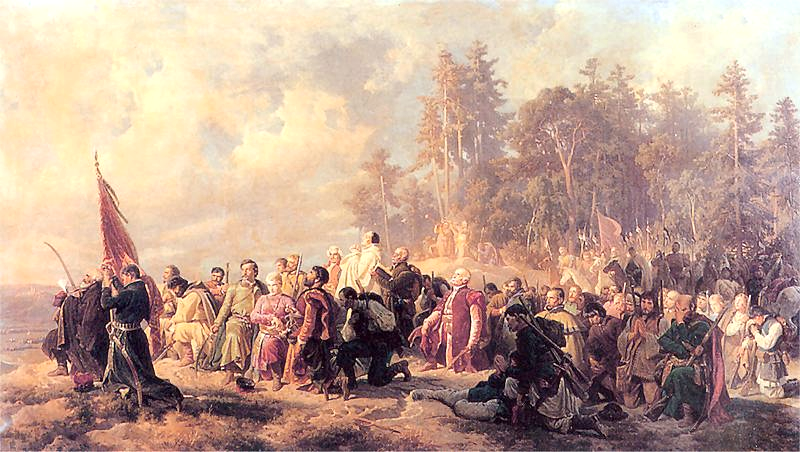
Modlitba polských konfederátů před bitvou u Lanckorony. Obraz namaloval Artur Grottger.

Roku 1764 se stal Stanislaw Poniatowski králem Polska (ve spojení s Litevským velkoknížectvím to byla tzv. Polsko-litevská unie). Poniatowski se od začátku své vlády potýkal s řadou potíží. Této situace využily Rusko a Prusko a žádaly zrovnoprávnění pravoslavných Ukrajinců a Bělorusů na polském území s katolíky. Rusko navíc poslalo do Polska armádu, což se setkalo s odporem polské šlechty, která 29. února 1768 vytvořila spolek, který vystoupil proti polskému sejmu - tzv. Barskou konfederaci. Konfederáti však utrpěli od Rusů řadu porážek, a proto se mstili na pravoslavném obyvatelstvu.
Tyto události navíc vyvolaly válku s Osmanskou říší. Do Polska byl nakonec poslán Suvorov, který dostal velení nad brigádou, která se skládala ze Suzdalského, Smolenského a Nižněnovgorodského pluku. Okamžitě začal cvičit své nové pluky, a brzy se i zde jako velitel osvědčil, když u Orechowa porazil asi pětkrát až šestkrát silnější konfederátskou armádu za cenu pouhých pěti mrtvých.
Nebyl to jeho jediný úspěch. 8. dubna 1768 s 3000-3500 muži porazil Poláky u městečka Klimontów. Roku 1771 byl poslán do Polska plukovník Dumouriez, který převzal velení nad polskými vojsky. Mezitím Suvorov porazil generála Miacińského ve dvou bitvách a oblehl Lanckoronu. 9. února 1771 vedl Suvorov neúspěšnou zteč proti pevnosti, při které utrpěl těžké ztráty. U Lanckorony dostal zprávu, že Kazimierz Pułaski a Caliński chtějí dobýt Lublin. 18. února porazil Calińského v bitvě u Rachowa. Poté se pokoušel Dumouriez nad Suvorovem zvítězit, ale v bitvě u Lanckorony 10. května 1771 byl sám poražen. Následně Suvorov pronásledoval Pułaského, ale ten mu unikl. 30. dubna v noci litevský hejtman Ogiński napadl Rusy a přidal se ke konfederaci, ale i on byl Suvorovem poražen (bitva u Stalovičů), a 8. května 1771 Suvorovovi kapituloval Krakov. Nyní již byla porážka konfederátů jen otázkou času.
Po dobytí Krakova byl Suvorov poslán do bojů proti Turecku.

## Rusko-turecká válka (1768–1774)
Po vítězství nad konfederáty se Suvorov přesunul na tureckou frontu. Dostal velení nad méně než dvěma tisíci muži a byl mu dán druhořadý úkol, totiž odpoutat pozornost Turků od dolního Dunaje a odlehčit Weismanovi. Měl také zaútočit na pevnost Turtukaj (dnes bulharské město Tutrakan na břehu Dunaje, 60 km východně od Ruse), která byla proti jeho postavení. V noci 9. května byl Suvorov v noci přepaden Turky, ale dokázal útok odrazit.
Od zajatců z bitvy se Suvorov dověděl, že v Turtukaji je 4000 Turků. V noci 9. května Suvorov nakonec na Turtukaj, ač to bylo velké riziko, zaútočil. Tento útok skončil velkým úspěchem a Suvorov za něj dostal řád sv. Jiří 2. stupně. Bohužel Suvorov vinou Ivana Saltykova nemohl tohoto vítězství využít a navíc byl Turtukaj okamžitě po dobytí vyklizen a Turci se jej znovu zmocnili. Situaci zhoršilo i to, že Suvorov dostal zimnici. 5. června dostal rozkaz znovu zaútočit na Turtukaj.
V té době byl stále nemocen, a proto jen nadiktoval instrukce útoku, ale Rusové se neodvážili zaútočit. Tato událost vedla k tomu, že Suvorov, ač nemocen, odjel do Bukurešti a zde požádal, aby byl zastoupen nejpřísnějším velitelem a dvěma odvážnými štábními důstojníky. Suvorov se nakonec vrátil a 17. června v noci zaútočil na Turtukaj znovu. I tentokrát dosáhl vítězství.
22. června se došlo na jiném úseku fronty (u města Hirsova) k jinému ruskému útoku, vedenému schopným generálem Weismanem, který dosáhl vítězství, ale za cenu vlastního života. Weismanovo místo dostal Suvorov. Brzy i zde Suvorov dosáhl vítězství, když na něj Turci zaútočili. Bylo to poslední ruské vítězství v tomto roce. Suvorov poté požádal o dovolenou, během které (16. ledna 1774) se oženil s kněžnou Varvarou Ivanovnou Prozorovskou. Toto manželství nakonec nebylo šťastné. Když se Suvorov vrátil na frontu, velení nad jeho úsekem měl také generál M. F. Kamenskij. Kamenskému se musel Suvorov (ač nerad) podřídit. Suvorov se s ním spojil 9. června. Ač měl Kamenského poslouchat, byl vůči němu vcelku neposlušný. 2. června došlo náhodně k bitvě u Kozludže, v níž Suvorov drtivě porazil 40tisícovou tureckou armádu, ale vinou Kamenského tohoto velkého vítězství nebylo využito. Poté dostal požadavek, aby přijel do Moskvy, důvodem bylo Pugačovovo povstání.
Do Moskvy Suvorov dorazil 23. srpna 1774. Suvorov poté Pugačova s oddílem pronásledoval, ale než ho dopadl, byl Pugačov chycen setníkem Charčevem a 10. ledna 1775 popraven. Zásluhy na potlačení byly přisuzovány Suvorovovi a dodnes si mnoho lidí myslí, že právem. Suvorov dostal za odměnu zlatý kord posázený diamanty.

## Krym

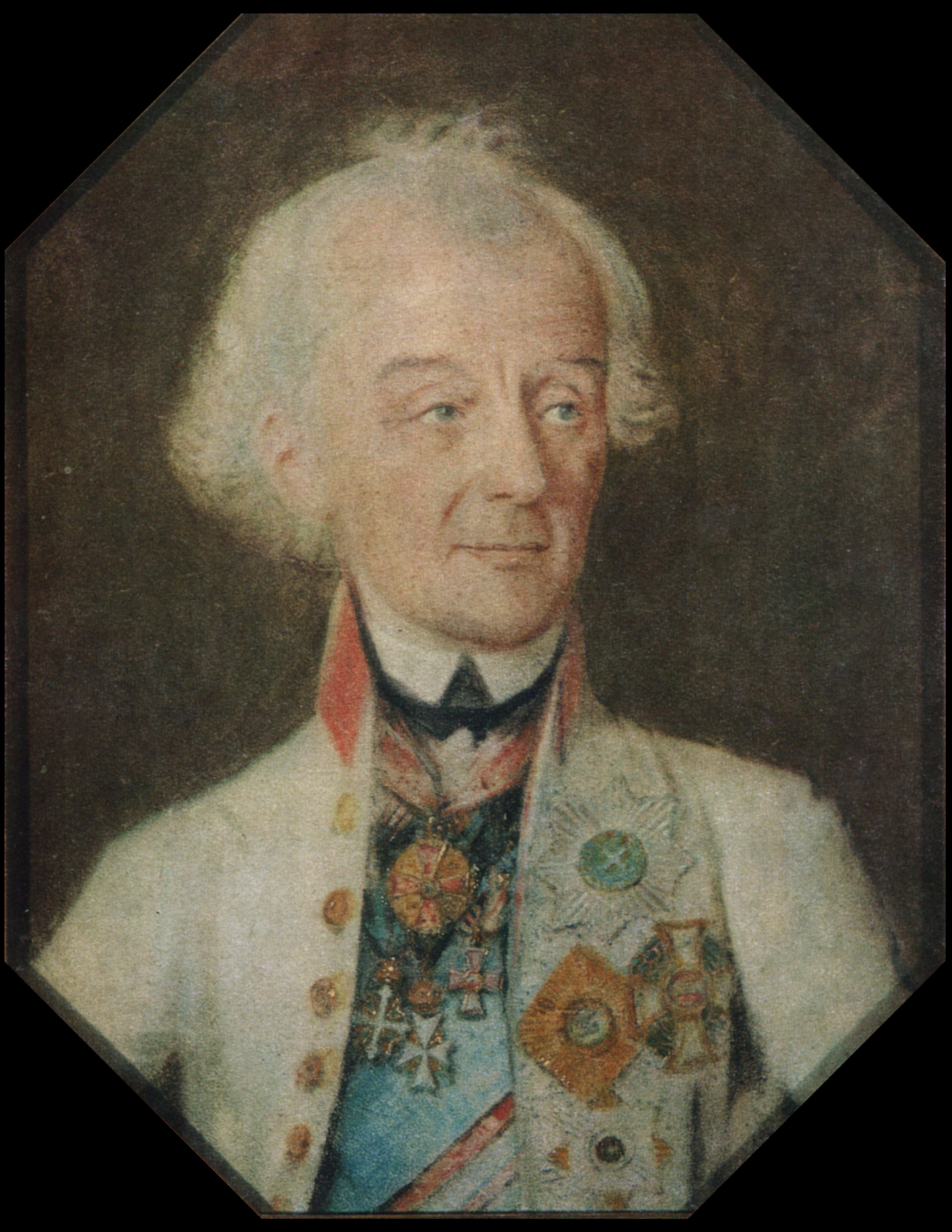
Poslední portrét pořízený za života Suvorova I. G. Šmidt (1800)

Kücük-kajnardžská dohoda 1774, jež stvrdila věčný mír mezi Ruskem a Tureckem, znamenala první krok připojení Krymu k Rusku. Krymský chanát se stal touto dohodou (vyjímaje náboženskou moc) nezávislým na Turecku. Rusku připadly Kerč a pevnost Jenikale a Turecko mu mělo zaplatit 4,5 miliónu rublů. Na Krymu však brzy došlo k nepokojům, které vedly k tomu, že na začátku roku 1775 byl krymský chán Sáhib-Girej prohlášen istanbulskými emisary za svrženého a v červenci se nedaleko Alušty vylodil turecký výsadek, a to i s Devlet-Girejem, který se měl stát novým chánem. Rusové povolali Devletova bratra Šagin-Gireje, aby se stal chánem. Ke kubáňsko-krymským hranicím byly stahovány velké svazky vojsk. Suvorov tehdy dostal za úkol upevnit ruskou moc na Krymu, aniž by došlo k válce s Tureckem. 17. ledna 1777 Suvorov dostal pod své velení 20tisícový sbor. Jeho nadřízeným byl Alexandr Alexandrovič Prozorovskij, jemuž přezdívali generál Totiž pro jeho nerozhodnost, a v instrukcích žádal Suvorova o opatrnost. Zatím se situace vyvíjela dobře pro Rusy. Šagin-Girej byl zvolen chánem Kubáně a obsadil město Ačujev. 30. ledna dobyl pevnost Temrjuk a vydal se na Tamaň, která se vzdala bez boje, čímž získal celý Tamaňský poloostrov. To vedlo k válce krymských Tatarů s Ruskem. Suvorov v Bachčisaraji Tatary porazil. Zatím se Šagin-Girej objevil a byl uznán Krymským chánem v Jenikale. Devlet-Girej 3. dubna odplul do Cařihradu. Tím začal na Krymu klid.
Suvorov snášel nečinnost těžce a navíc se zhoršovaly jeho vztahy s Prozorovským. Suvorov onemocněl a vzal si dovolenou, které využil k tomu, aby jel za rodinou do Poltavy. Zároveň požádal knížete Potěmkina o přeložení, načež dostal velení nad sborem v Kubáni. Mezitím Šagin-Girejova krutost a pověsti jeho nepřátel, že přijal křesťanství, vyvolaly na Krymu povstání, jež Prozorovskij nedokázal plně potlačit - dokonce se rozšířily nepokoje na Kubáň. 5. ledna 1778 převzal Suvorov velení nad Kubáňským sborem. Nejdříve si získal nezávislost na Prozorovském, a to dopisem k Rumjancevovi, v němž vysvětloval svou žádost tím, že tato oblast je značně vzdálena od Krymu a Prozorovskij nezná dostatečně zdejší kraj. Žádnou odpověď bral Suvorov za tichý souhlas. Povedlo se mu zde za tři měsíce upevnit ruskou moc; opevnil lépe všechny pevnosti a zajistil bezpečnost vojáků a obyvatel, když vytvořil silnou síť pevností. 23. března dostal Suvorov velení nad Krymským sborem, ale zároveň zůstal velitelem Kubáňského sboru. 26. dubna v noci převzal Suvorov Krymský sbor. Zde po celém břehu udělal linii opevnění, aby se Turci na Krymu nemohli vylodit.
Urovnal také vztahy s chánem a obyvatelstvem Krymu. Brzy se Turci pokusili upevnit pozice v Achtiarském zálivu, což skončilo Suvorovou zásluhou - bez jediné bitvy - neslavně. Poté dostal Suvorov za úkol vystěhovat křesťany[zdroj⁠?!] z Krymu, aby mohly být osídleny další prostory a vytvořila se plná závislost Krymu na Rusku.
Přímý Suvorovův nadřízený Rumjancev se o přesídlování dozvěděl až 17. června 1778 od Suvorova. To, že Rumjancev o ničem nevěděl, zhoršilo jeho vztahy se Suvorovem, kterému začal dělat potíže. Zhoršily se vztahy Ruska s Šagin-Girejem. Začátkem září roku 1778 se v Černém moři objevila další turecká flotila. Suvorov však Turkům nedovolil, aby vystoupili na břeh.
Suvorov zůstal ještě nějakou dobu po dokončení přesídlení na Krymu, ale v roce 1779 musel Krym opustit, neboť 10. března byla v Istanbulu podepsána dohoda, v níž se Rusko zavázalo, že stáhne svá vojska z Krymu na Kubáň.
Na Krymu zůstalo jen 6000 ruských vojáků. Poté měl Suvorov připravovat tažení za Kaspické moře kterému měl velet, které se ale neuskutečnilo. Roku 1782 byl Suvorov znovu odvolán na Kubáň, na kterou přijel začátkem října. Předtím začalo na Krymu povstání proti Šagin-Girejovi, který byl vyhnán a později postoupil Krym Rusku. Tyto události se ale Suvorovovi vyhnuly. Na jaře roku 1783 Suvorov opustil Kubáň a odjel do Chersonu na válečnou poradu. Poté Suvorov obsadil pohraniční reduty a pevnosti od Tamaně k Azovu. Koncem července se Suvorov pokusil z Kubáně vystěhovat Nogajce. Nogajci se hned na začátku cesty vzbouřili, v první bitvě však byli poraženi, ale 30. července se jim podařilo osvobodit sultána Tavu, který se poté stal vůdcem povstání.
Tava nakonec 25. srpna odtáhl za Kubáň. V noci na 1. říjen 1783 za nimi přitáhl Suvorov a v krátké noční bitvě na obou březích řeky Laby je drtivě porazil. Počty padlých ruských vojáků jsou všeobecně odhadovány na několik desítek, počet zabitých Nogajců je odhadován na několik desítek tisíc. Nogajští vůdci se poté vzdali. Situace na Kubáni se postupně začala uklidňovat. 28. prosince 1783 se Turci vzdali Krymu. V dalších letech Suvorov velel různým divizím a později části vojsk na polských hranicích.

## Rusko-turecká válka (1787–1791)

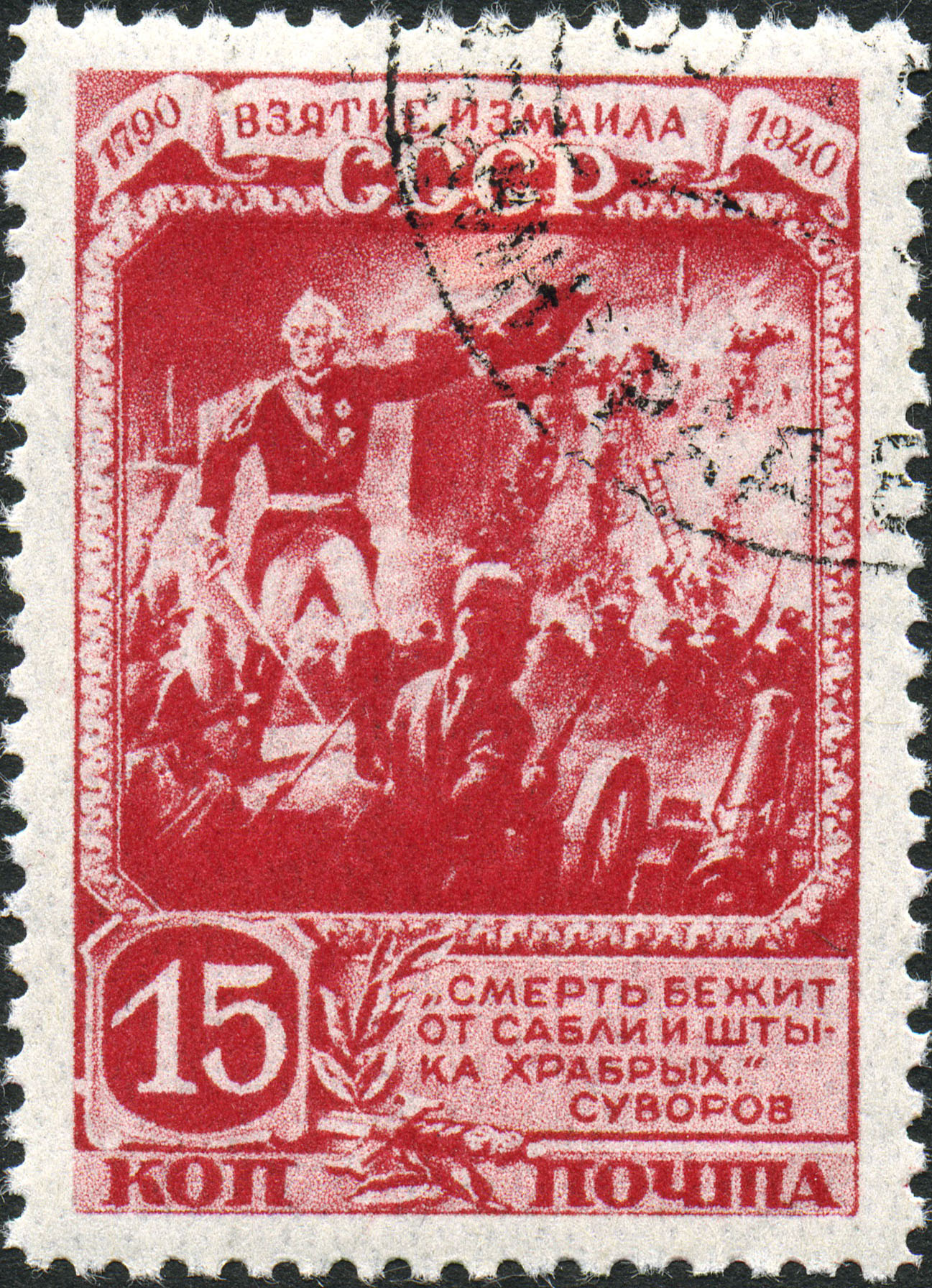
Útok na Izmail na poštovní známce

12. srpna 1787 vyhlásilo Turecko Rusku válku. Rusové postavili Rumjancevovu Ukrajinskou armádu, jež měla střežit hranice s Polskem, a Potěmkinovu Jekatěrinoslavskou armádu, jež měla stát proti samotným Turkům a její součástí byl i Suvorovův oddíl, jenž měl na starost Kinburn a Cherson.
Od začátku srpna Suvorov tyto dvě pevnosti opevňoval, neboť se připravoval na turecký útok; brzy se ukázalo, že ne nadarmo. 13. září vyplulo z Očakova pět dělových člunů a několik řadových korábů, které začaly útok na Kinburn, ale utrpěly díky přesnosti ruského dělostřelectva neúspěch. Následujícího dne se pokusily útok obnovit, jeho výsledek však byl stejný jako u prvního. Turci nakonec ustoupili, poté co odvážný kapitán Lombardo zaútočil se svou lodí Desna (upravenou na Bandéru, jichž se Turci obávali) na tureckou flotilu. Během tohoto odvážného útoku byl na ruské straně zraněn jen sám Lombardo, který by, nebýt Suvorova, za tento čin byl potrestán.
V té době Turci chystali vylodění u Kinburnu a jeho dobytí. 30. září odpoledne znovu začali ostřelovat Kinburn a 1. října ráno začal turecký výsadek. Rusové v tu chvíli měli bohoslužbu, kterou Suvorov neukončil a nechal Turky se vylodit. Odpoledne začala bitva a ač v ní měli Turci početní převahu, ruská armáda díky dobré taktice a silnému útoku donutila Turky k útěku. Sám Suvorov ukázal odvahu, když osobně vedl hlavní útok a sám téměř zahynul, když pod ním zabili koně a jeho samého zranila kartáčová střela. Nakonec byli Turci obklíčeni a ponecháni svou flotilou na pospas Rusům. Turecké ztráty rostly a ruský útok úspěšně pokračoval, i když byl Suvorov zasažen kulkou do levé paže. Nakonec přežilo jen 700 Turků. Za bitvu u Kinburnu získal Suvorov hvězdu a stuhu řádu sv. Ondřeje, což bylo vysoké vyznamenání.
Ke konci roku 1787 a na začátek roku 1788 zůstal Suvorov u Kinburnu. Po tu dobu se věnoval výcviku armády a chtěl úspěch u Kinburnu rozvinout. Situaci dost zlepšil vstup Rakouska v lednu 1788 do války s Tureckem. V té době se chystal Potěmkin oblehnout s hlavními silami Očakov. Celá akce probíhala pomalu, nakonec však byl Očakov oblehnut.
Potěmkin se u Očakova projevil jako neschopný a nerozhodný vojevůdce. Přes Suvorovovo naléhání odmítal zaútočit. Když byl nakonec podniknut útok, skončil neúspěchem a Suvorov byl odvezen v kritickém stavu do Kinburnu a již se obléhání Očakova nezúčastnil. Pevnost padla až 6. prosince 1788 po krvavém boji, který udělal z Očakova masový hrob.
Po dobytí Očakova Suvorov požádal o přeložení, neboť Potěmkin jej odstavil a tím jej podle jeho vlastních slov zneuctil. Byl přeložen k Rumjancevově armádě, ale brzy poté byla Rumjancevova a Potěmkinova armáda dána pod jedno velení – Potěmkinovo.
Potěmkin poté zklamal, když zahájil útok a vedl jej pomalu, čímž způsobil, že Turci zaútočili na Fokšany. Tento útok vedl k tomu, že velitel rakouského levého křídla Josias Koburg požádal Suvorova o pomoc. Suvorov vyrazil 16. července 1789 a ke Koburgovi se dostal velmi rychle a společně s ním se rozhodl k útoku. 21. července přešly obě armády řeku Putnu a pochodovali na Fokšany a 1. srpna zde svedli s Turky bitvu, která skončila útěkem Turků z bojiště.
Za bitvu u Fokšan byli odměněn Suvorov i Koburg, ale vítězství nebylo využito, takže se Turci dokázali vzpamatovat.
Brzy poté Potěmkin dal knížeti Repninovi rozkaz zahájit útočné operace v domnění, že Turci táhnou do Moldávie. Repninovi se nakonec povedlo uzavřít Turky v Izmailu, ale když je mohl zničit, dal rozkaz k ústupu.
Ve skutečnosti armáda, proti níž bojoval Repnin, měla odvést pozornost Rusů od hlavního útoku. Ten směřoval na Fokšany, kde stál slabý rakouský sbor, jemuž velel Koburg. Suvorov, který byl v Bîrladu, nevěděl, zda turecká armáda táhne na Galati či na Fokšany, a proto poslal 7000 mužů do vesničky Pupeseni a po Koburgových žádostech o podporu se 8. září vydal ke Koburgovi. 10. září se Suvorov objevil u Fokšan, ale brzy došlo ke střetu názorů, neboť Suvorov preferoval útok a Koburg obranu. Nakonec se Koburg podvolil poté, co Suvorov pohrozil, že zaútočí na Turky sám. 11. září se Suvorov přiblížil k turecké armádě a vypukla bitva. Rusko-rakouská armáda musela během této bitvy odrážet útoky turecké jízdy, ale dokázala přejít do silného protiútoku. Turci se nakonec dali na útěk a utrpěli vysoké ztráty. Suvorov za vítězství na Rimniku získal titul hraběte Rimnického, kříž sv. Ondřeje a řád sv. Jiří 1. stupně. Bitva na řece Rimnik silně zhoršila situaci Turků a vedla k pádu mnoha tureckých pevností, na čemž nezměnila nic ani smrt císaře Josefa II., po níž Rakousko vystoupilo z války. Nakonec byla obležena silná pevnost Izmail. Navzdory posílení vojska obléhání nevedlo i vinou nejednotnosti a roztříštěnosti velení k úspěchu.
Suvorov po bitvě o Izmail odjel do Petrohradu, kam dorazil v lednu 1791, upadl však u dvora v nemilost a byl poslán do Finska k hranicím se Švédskem zjistit tamní situaci.

## Finsko
Brzy po příjezdu do Finska Suvorov dostal za úkol vést stavbu opevnění, jehož plány předtím předložil. Po celý svůj pobyt ve Finsku žádal marně o přeložení, aby se mohl účastnit bojů. Když 28. června 1791 porazil kníže Repnin v bitvě u Măciny 70tisícovou tureckou armádu, prohlašoval že ve skutečnosti bylo Turků jen 15 000. Navíc byl na dvoře haněn, což nezměnila ani Potěmkinova smrt 5. října 1791. Suvorov se potýkal s nepřízní a mnoha potížemi, neboť podnebí způsobilo těžké ztráty na životech a měl zde naspěch. Suvorov odešel z Finska až ke konci roku 1792, kdy se chystala válka v Polsku.

## Italské tažení

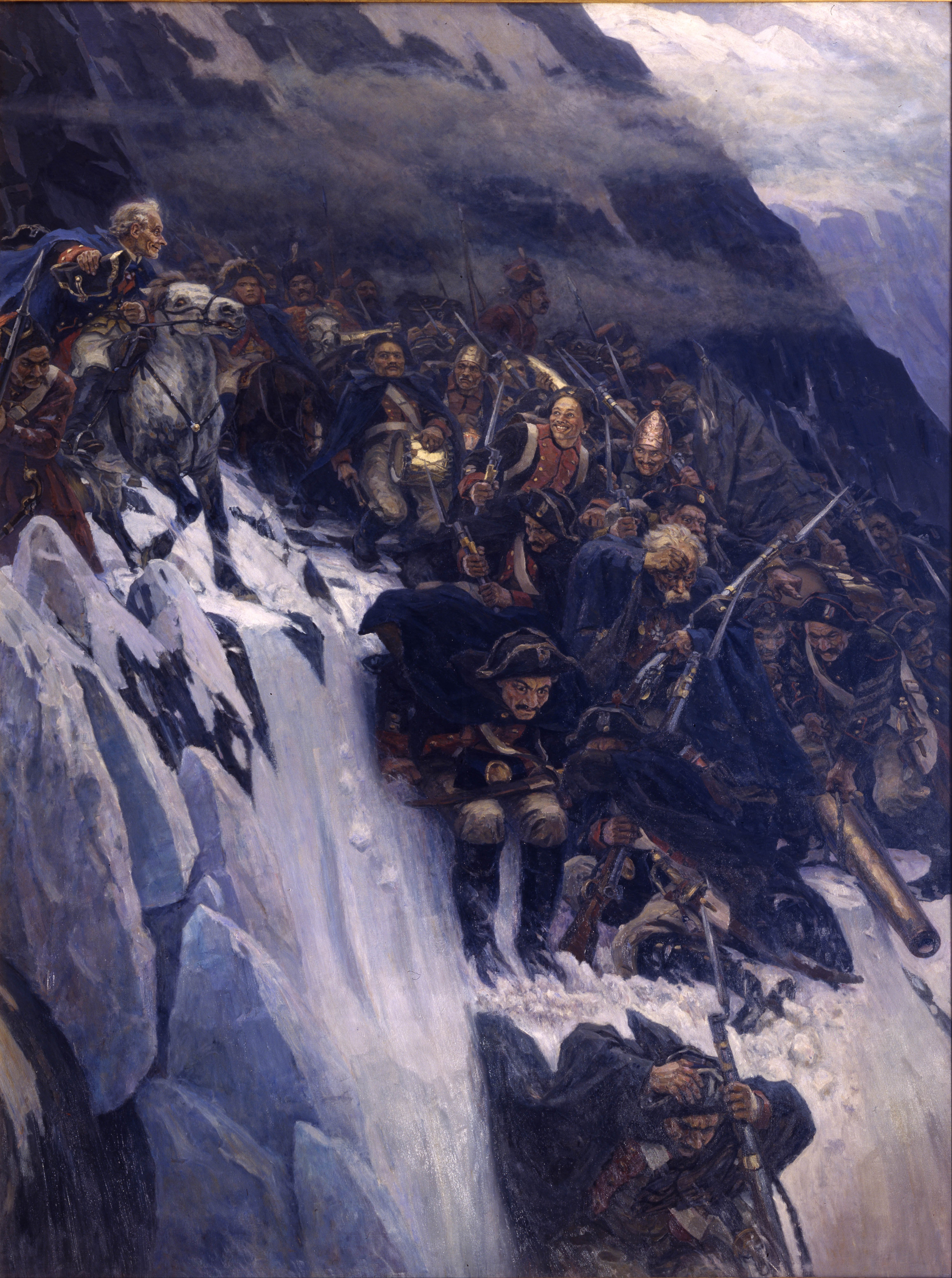
Vasilij Ivanovič Surikov: Suvorov přechází Alpy (1899)

Suvorov zůstal blízkým důvěrníkem Kateřiny Veliké, ale měl velmi špatné vztahy s jejím synem a následníkem trůnu Pavlem, který se orientoval na spojenectví s Pruskem. Když Kateřina v roce 1796 zemřela a Pavel nastoupil na trůn, zrušil dosavadní armádní organizaci, Suvorova propustil a poslal do vnitřního exilu na jeho statky nedaleko Boroviči, kde jej držel pod dozorem. V únoru 1799 v obavách z Napoleonových vítězství v revolučních válkách a pod tlakem koaličních partnerů byl nucen povolat Suvorova zpět. Svěřil mu velení spojené rakousko-ruské armády s úkolem vytlačit Napoleonovy síly z Itálie. Suvorov se s Napoleonem nikdy v bitvě neutkal, neboť Napoleon vedl egyptskou kampaň, ale vymazal téměř všechny Napoleonovy zisky z let 1796 a 1797, když porazil jeho přední generály: Moreaua v bitvě na řece Addě, MacDonalda v na Trebbii a Jouberta u Novi. Obsadil Milán a stal se hrdinou těch, kteří stáli v opozici vůči francouzské revoluci.
Po italských vítězstvích Suvorov plánoval tažení na Paříž, ale místo toho byl poslán do Švýcarska, aby se připojil k tamním ruským silám a vytlačil odtud Francouze. Ruská armáda pod velením generála Korsakova byla poražena Massénou u Curychu ještě předtím, než Suvorov dorazil. S 18 tisíci vojáků pravidelné armády a 5 tisíci kozáků, vyčerpán a s nedostatkem zásob musel čelit přesile osmdesáti tisíc Massénových vojáků. Vedl strategický ústup bojem z Alp. Doufal že se mu podaří přejít alpské průsmyky a přes horní Rýn dosáhne Vorarlberska. Když si probojovával cestu skrze zasněžené Alpy, byli jeho vojáci těžce zkoušeni, ale nebyli nikdy poraženi.

## Návrat do Ruska a smrt
Suvorov obdržel 18.jul./ 29. října 1799greg. od Pavla I. dva reskripty: o ukončení spojenectví s Rakouskem a rozkaz připravit armádu k návratu do Ruska. Ve druhé polovině listopadu se vojáci začali vracet. Odpočívali v severním Rakousku a v Čechách na panství v Dušníkách a ve Škvorci. Suvorov onemocněl a od 22. prosince 1799 do 28. ledna 1800 zůstal v Praze. Očekával obnovení války s Francií, k němuž nedošlo. 2.jul./ 14. října 1800greg. Když vojsko vyrazilo na pochod zpět, 

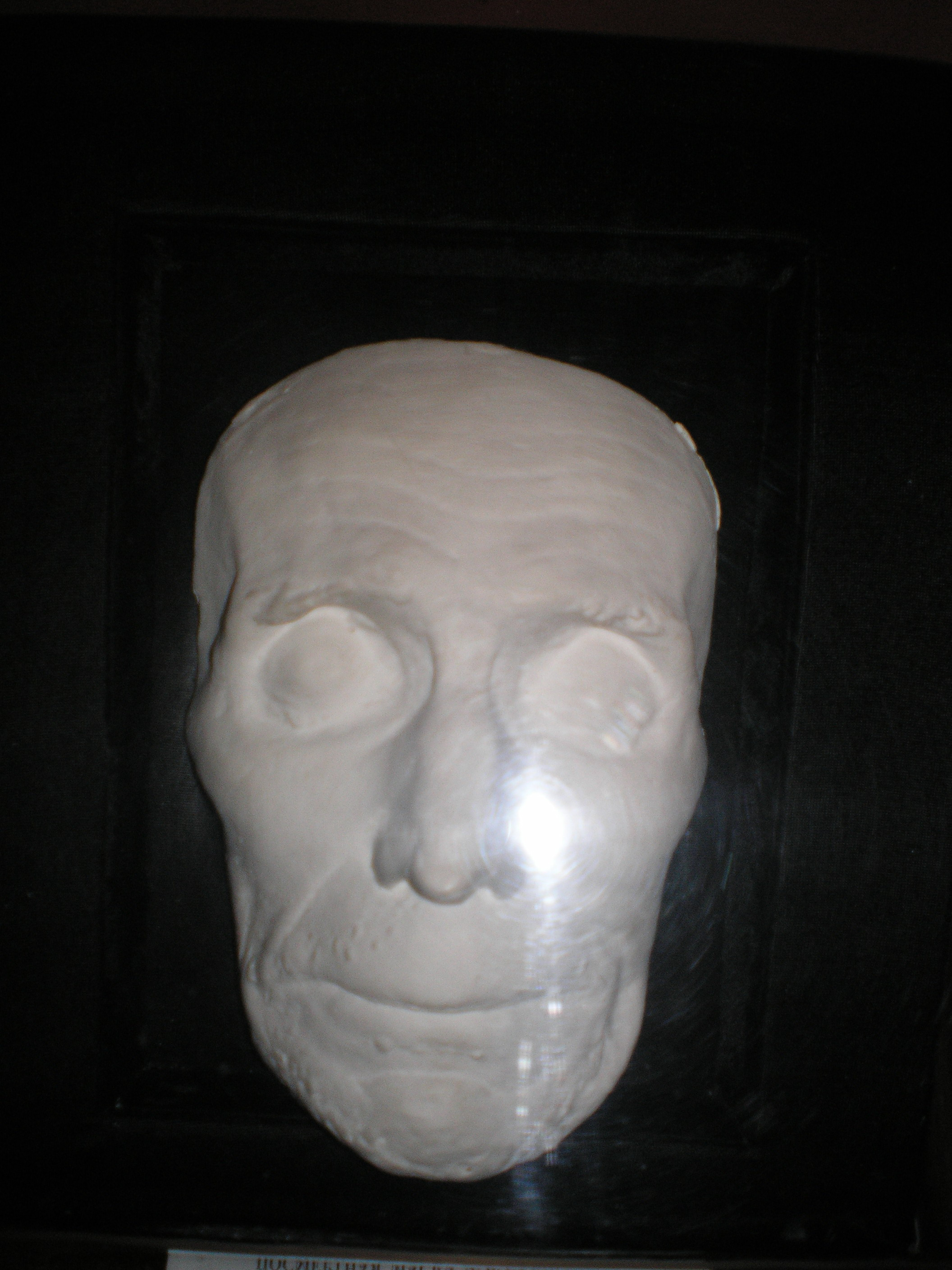
Posmrtná maska. Suvorovovo muzeum, Kobryn

v Krakově Suvorov předal velení Rozenbergovi a vydal se do Petrohradu. Nemocen zůstal na svých statcích v Kobrinu. Poslali za ním vojenského lékaře, jehož péčí se Suvorov zotavil a mohl pokračovat v cestě. V Petrohradu marně očekával audienci u cara a 6.jul./ 18. května 1800greg. o druhé hodině odpolední zemřel. Byl mu vypraven běžný vojenský pohřeb do Alexandro-Něvského kláštera, byl pohřben v Blagoveščenském chrámu s nápisem "Zde leží Suvorov" na náhrobní desce. Poslední poctu mu vzdali jen britský velvyslanec lord Whitworth a básník Gavrila Romanovič Děržavin.

## Vyznamenání
Za své vojenské zásluhy byl vyznamenán ruskými řády - Řádem sv. Ondřeje, Řádem sv. Alexandra Něvského, Řádem sv. Jiří 1., 2. a 3. stupně, Řádem sv. Vladimíra 1. stupně, Řádem sv. Anny 1. stupně, bavorskými Řádem sv. Huberta a Řádem falckého lva, francouzskými Řádem sv. Ludvíka a Řádem sv. Lazara, polskými Řádem bílé orlice a Řádem sv. Stanislava, pruskými Řádem černé orlice, Řádem červené orlice 1. stupně a Řádem Za zásluhy, velkokřížem rakouského Vojenského řádu Marie Terezie a sardinskými Řádem zvěstování a Řádem sv. Mořice a Lazara.
Na jeho počest byl v roce 1899 vztyčen Suvorovův památník v soutěsce Schöllenen poblíž mostu Teufelsbrücke ve švýcarském kantonu Uri.